# Petite-Île
Petite-Île – miasto na Reunionie (departament zamorski Francji). Według danych INSEE w 2019 roku liczyło 12 518 mieszkańców.

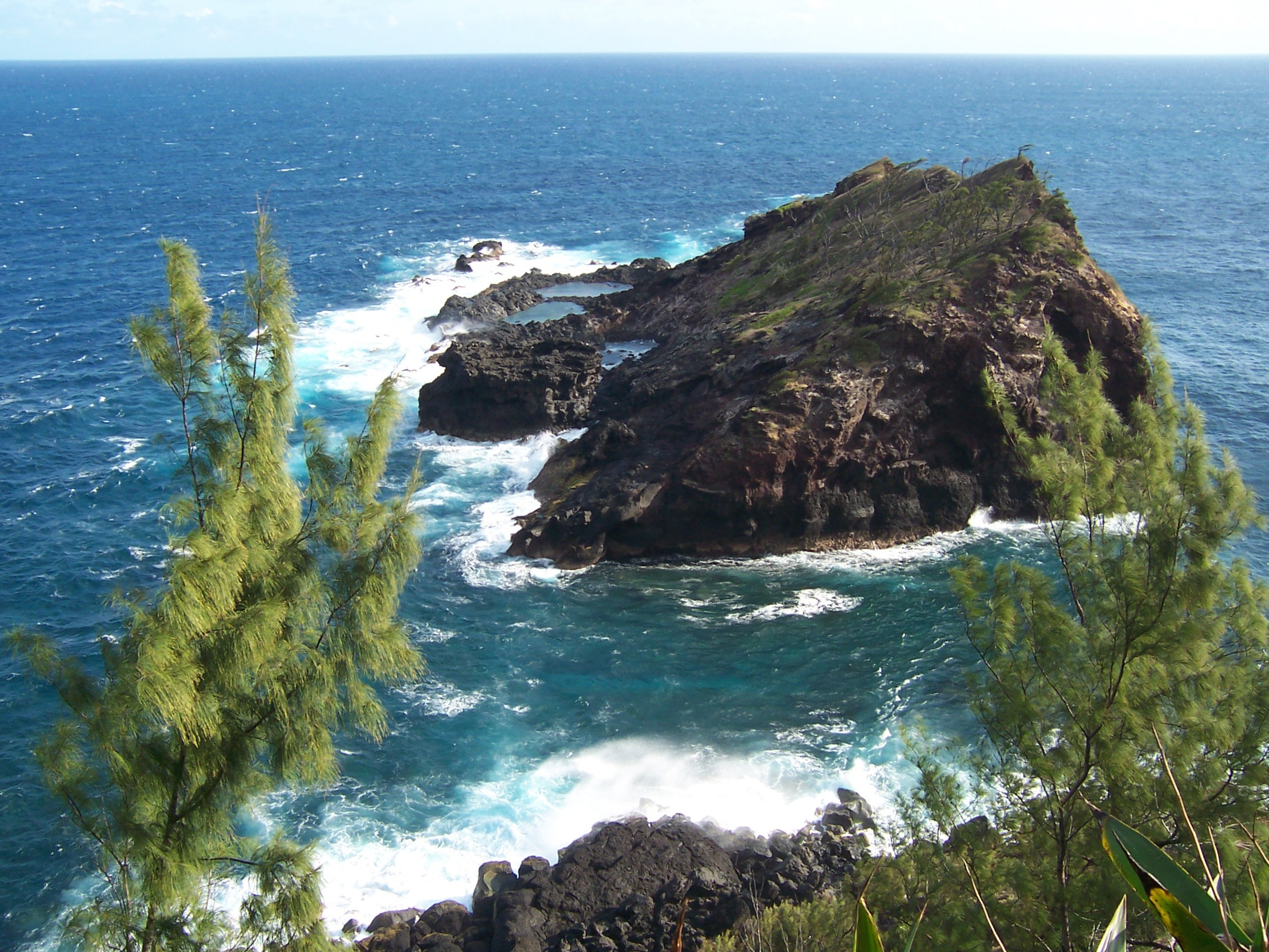
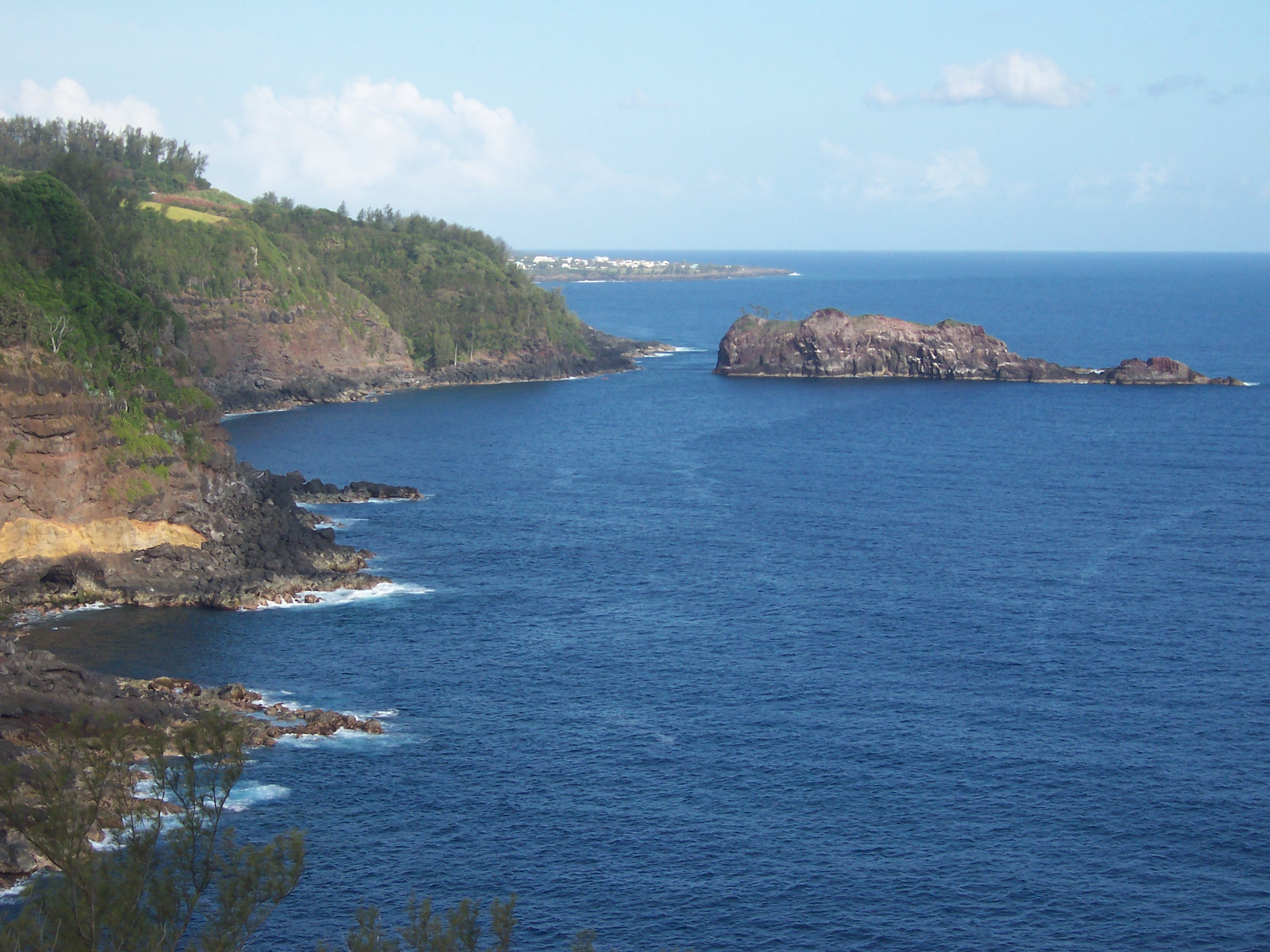
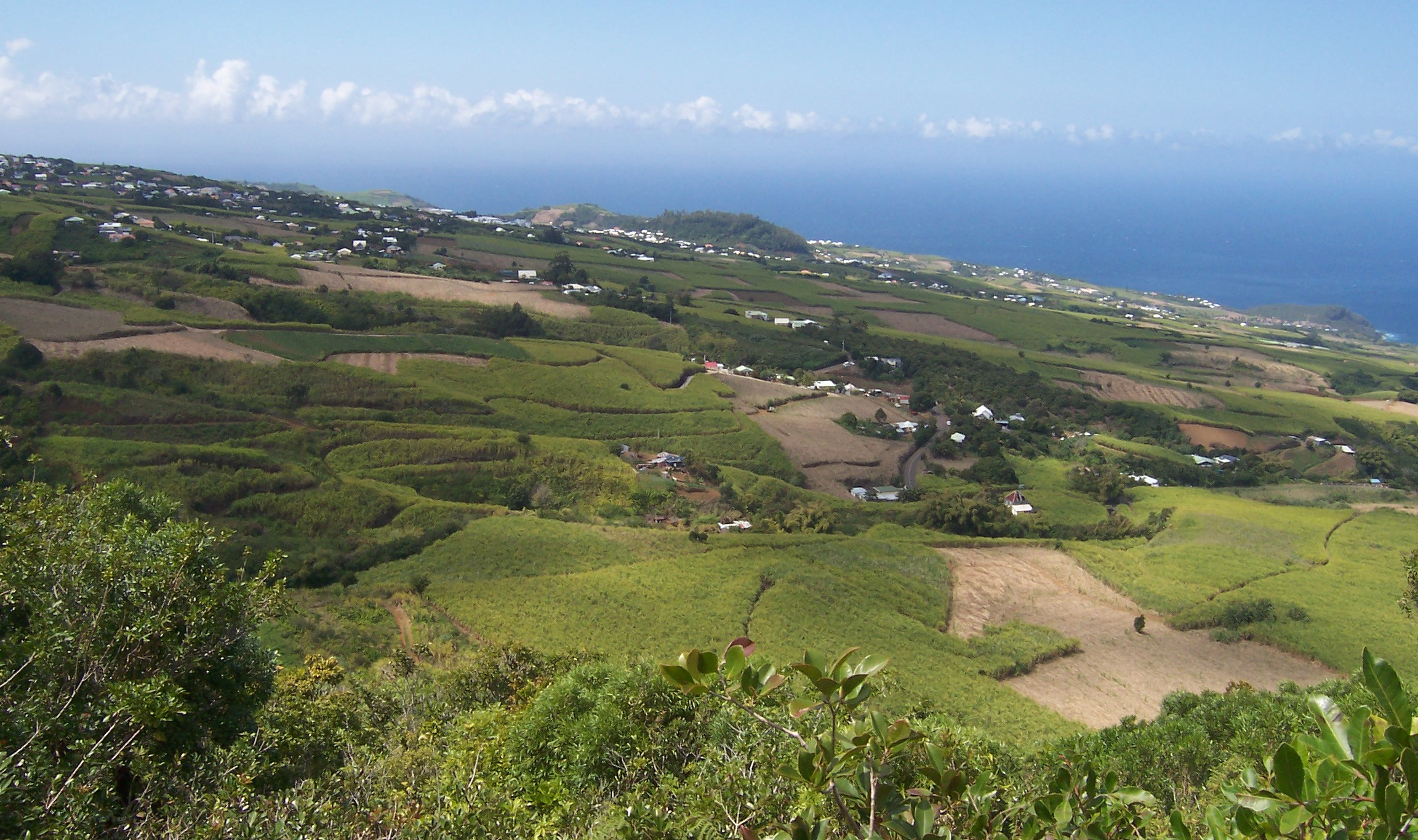
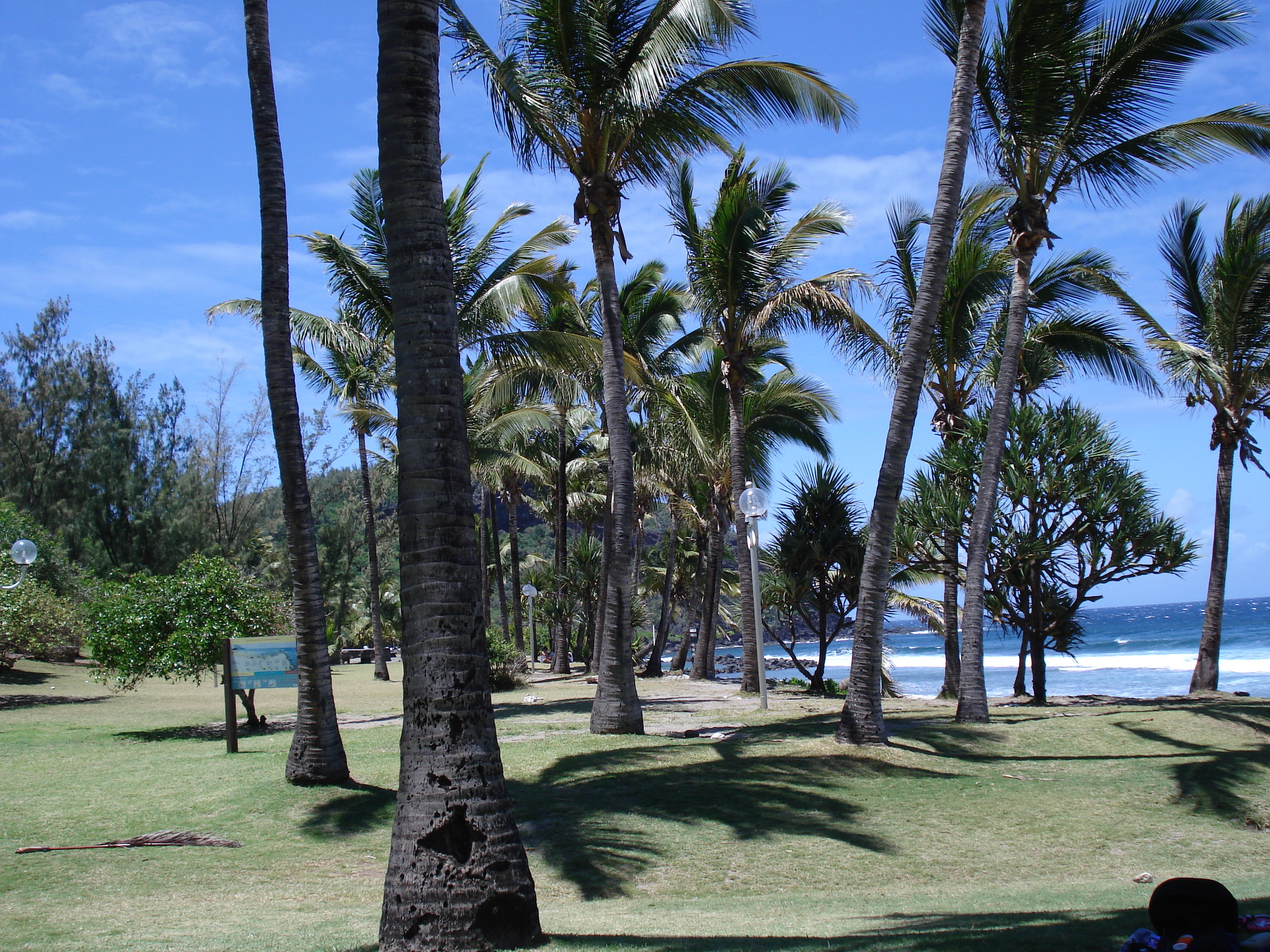
Grand-Anse
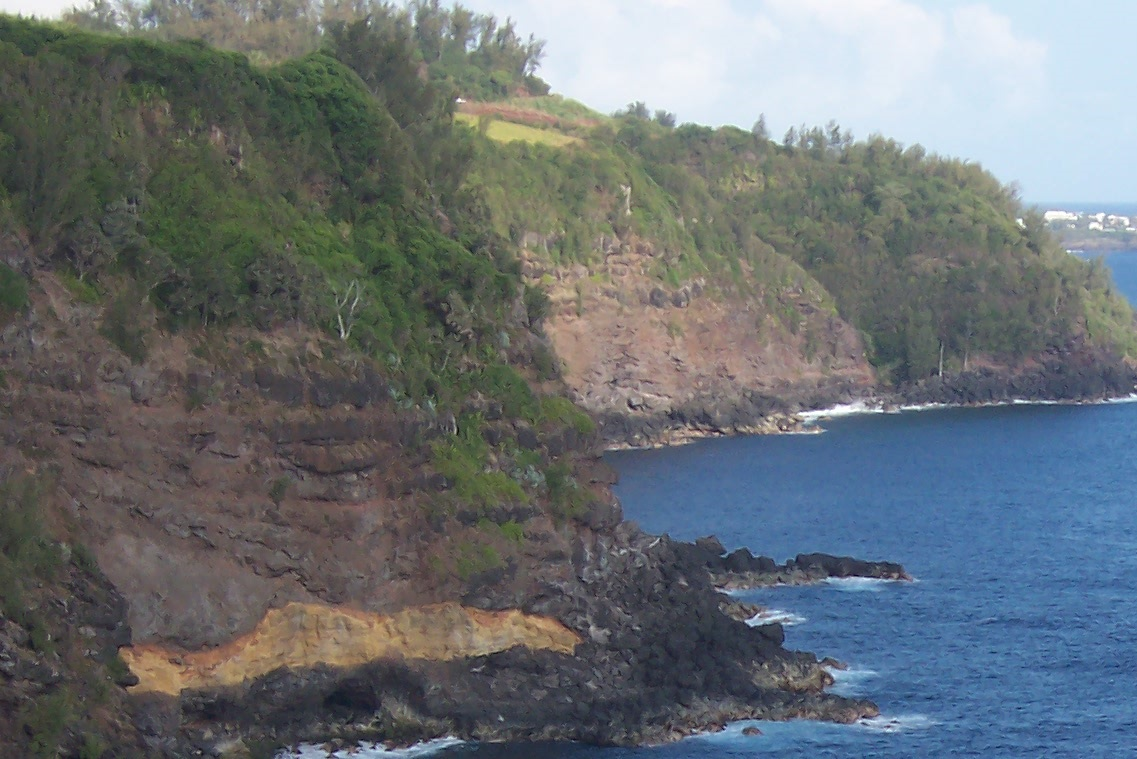